# Jef Lataster

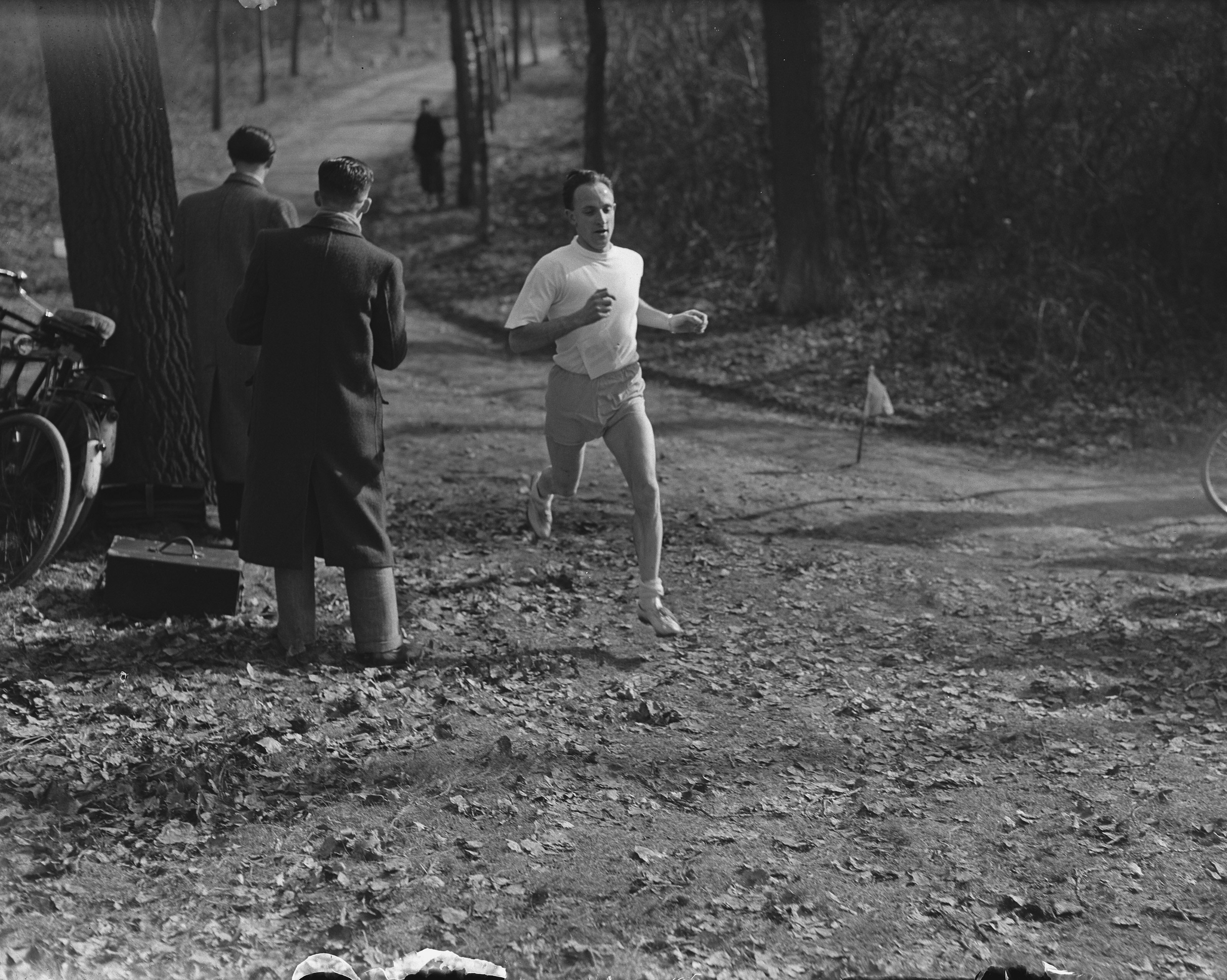
Jef Lataster bei den Niederländischen Crosslauf-Meisterschaften 1951

Jef Lataster (eigentlich Jozef Lataster; * 27. Juli 1922 in Heerlen; † 16. September 2014 in Hulsberg, Beekdaelen) war ein niederländischer Langstreckenläufer.
Bei den Olympischen Spielen 1948 in London schied er über 5000 m im Vorlauf aus. Seine Platzierung über 10.000 m ist nicht überliefert.
Fünfmal wurde er Niederländischer Meister über 10.000 m (1948–1952), dreimal im Crosslauf auf der Langstrecke (1950, 1951, 1954), zweimal im Crosslauf auf der Kurzstrecke (1949, 1950) und einmal über 5000 m (1947). 1947 wurde er Englischer Meister über drei Meilen. Dreimal verbesserte er den nationalen Rekord über 10.000 m, zuletzt auf 31:30,8 min.

## Persönliche Bestzeiten
- 5000 m: 14:59,4 min, 1949
- 10.000 m: 31:30,8 min, 10. Juli 1948, Eindhoven